# Universitätsbibliothek Greifswald
Die Universitätsbibliothek Greifswald besteht seit dem Jahr 1604 und ist eine der ältesten Universitätsbibliotheken Deutschlands. Zwei Vorläuferbibliotheken an der Juristenfakultät und der Artistenfakultät existierten bereits seit 1456, dem Jahr der Gründung der Universität.
Sie ist die zentrale Bibliothek der Universität Greifswald.

## Heutige Bibliothek
Neben dem von Martin Gropius entworfenen Altbau (Alte Universitätsbibliothek) in der Nähe des Universitätshauptgebäudes mit den ältesten Buchbeständen, sind die neueren Bestände in der Zentralen Universitätsbibliothek am Berthold-Beitz-Platz und der im Dezember 2015 neueröffneten Bereichsbibliothek in der Friedrich-Loeffler-Straße zu finden.
In den Bibliotheken stehen den Nutzern insgesamt fast 1000 Arbeitsplätze mit Internetanschluss zur Verfügung. Es gibt weiterhin 36 Einzelcarrels sowie 9 Gruppenarbeitszimmer zur kostenlosen Registrierung.

### Bestand
Im Bestand befinden sich etwa 3,1 Millionen Bände. Darunter sind zirka 2,2 Millionen Bücher. Weiterhin gibt es rund 5.700 Zeitschriften, die aktuell gehalten werden. Der Medienbestand ist fächerübergreifend. Auch Fächer, die an der Universität nicht gelehrt werden, sind vertreten.
Von 1998 bis 2014 wurde der Bibliothek von der DFG das „Sondersammelgebiet Baltische Länder“ zugeteilt, wodurch die Bedeutung der Bibliothek als bedeutender Sammlungsort für nordeuropäische und baltische Literatur weiter gestärkt wurde.

### Standorte
- Zentrale Universitätsbibliothek (Fächer: Rechts- und Wirtschaftswissenschaften, Psychologie, Naturwissenschaften, Medizin)
- Bereichsbibliothek (Fächer: Geisteswissenschaften, Theologie)
- Alte Universitätsbibliothek (Spezialsammlungen Altes Buch und Pomeranica, Kunstgeschichte, Musik)
- Magazinbibliothek Am Schießwall (Außenmagazin, nicht für Benutzer zugänglich)

## Vorgängerbibliotheken

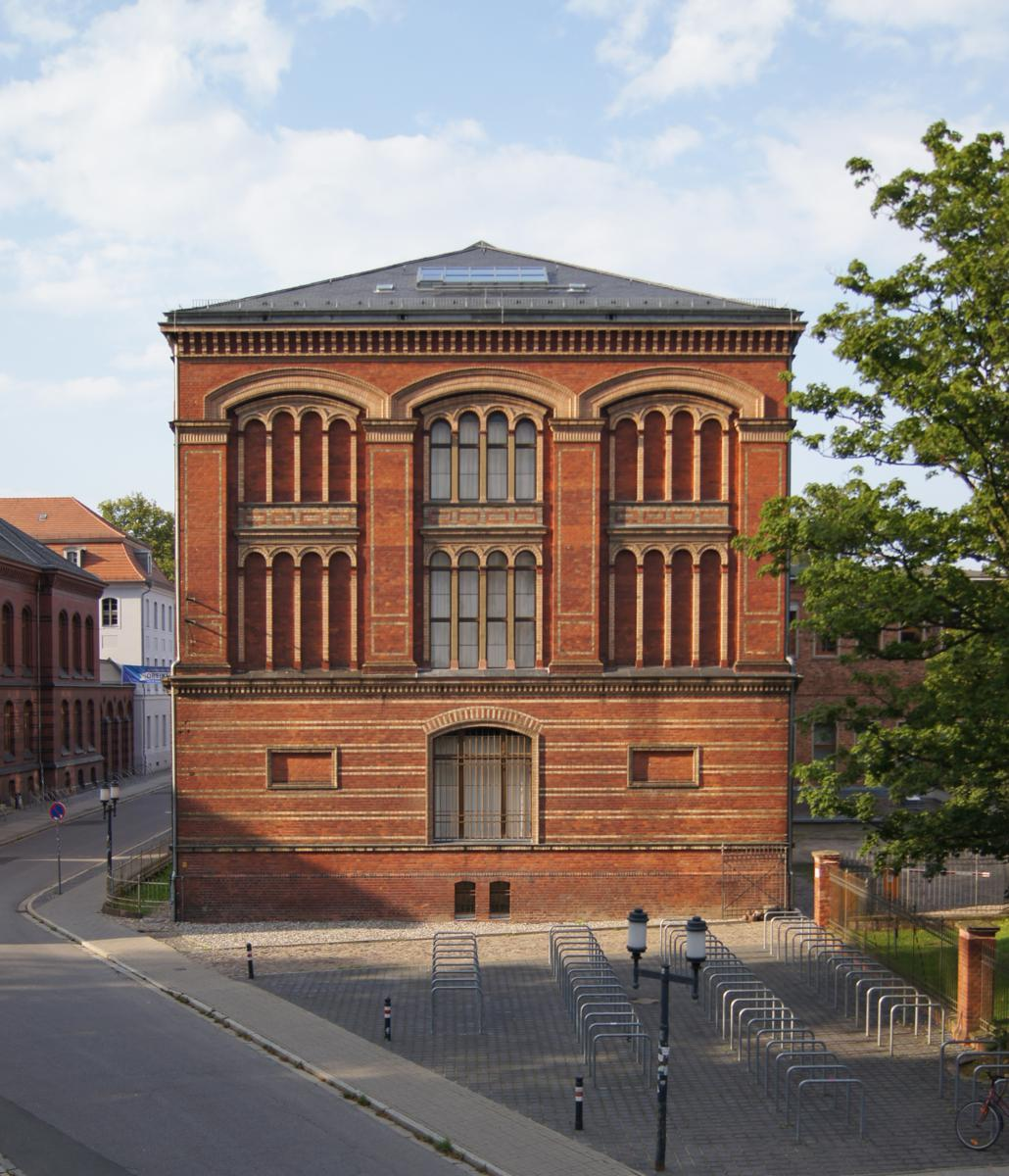
Südseite der Alten Universitätsbibliothek

Der Universitätsgründer Heinrich Rubenow vermachte der Universität in seinem Testament von 1456 seine eigene Bibliothek, die einen Wert von über 1000 Gulden hatte. Diese Bücher sollten der juristischen Fakultät zukommen, wobei dieses Vermächtnis wohl nicht erfüllt wurde. Es existieren aus den Anfangszeiten keine Nachweise, dass die Juristen eine eigene Bibliothek besaßen. Dagegen ist für die Artistenfakultät das Vorhandensein einer Bibliothek sehr wahrscheinlich; einzelne Notizen und eine Bücherliste im Dekanatsbuch deuten darauf hin. Rubenow berichtet im Wintersemester 1459/1460, dass in „[…] jener Zeit […] zum ersten Mal für die Bibliothek ein Raum im Großen Kolleg der Artisten bestimmt und auch hergerichtet“ wurde und durch ihn selbst sowie durch Dietrich Stephani, Johannes Parleberch und Nicolaus Degantz Bücher geschenkt wurden. Auch Rektor Hinrich Nacke hinterließ 1461 der Universität mehrere Bände. Weitere Schenkungen folgten. Am 29. Mai 1463 wurde eine erste Benutzerordnung erwähnt, in der eine Rückgabe innerhalb von acht Tagen festgelegt wurde.
Eine von Ludwig Gotthard Kosegarten erstellte Bestandsliste wurde später von Theodor Pyl bearbeitet und vervollständigt. Die Liste enthält 73 Bände, teilweise mit mehreren Schriften. Unbekannt ist, was aus dieser ersten Bibliothek wurde.
Eine Buchbestellung beim Wittenberger Buchhändler Samuel Selfisch, ausgelöst im Namen der Universität durch Friedrich Runge um 1603/1604, gilt allgemein als die Geburtsstunde der Universitätsbibliothek in Greifswald. Die Bibliothek zog in den 1597 errichteten Ernst-Ludwig-Bau ein, nach J. Fait (1965) zunächst im Erdgeschoss des Ostflügels. Als erster Bibliothekar wurde 1607 der Dekan der Artistenfakultät Peter Grabow eingesetzt. 1696 zog die Bibliothek in das obere Stockwerk auf der Nordseite um. Zum Bibliothekar wurde Benjamin Potzern, Professor der Logik und Mathematik, bestellt. Im Jahr darauf wurde die Bibliothek vergrößert und mit Fenstern versehen, der Dekan Christian Saalbach brachte die Bücher in neuen Regalen unter.
Die Bibliothek im Ernst-Ludwig-Bau litt unter durch das undichte Dach dringendem Wasser, welches nach Augustin von Balthasar dafür sorgte, dass die feuchten Bücher „[…] zur Winterzeit zusammen froren, zur Sommerszeit aber verstockten“. Im Neubau des Kollegiums wurde 1750 ein Prunksaal für die Bibliothek eingerichtet; dieser dient heute als Aula der Universität. An der Stirnwand steht die Widmung

“QVAM / SECVLVM LITTERIS AMICVM / INSTRVXIT / AMICIVS AVXIT ORNAVIT / OPTIMO CVIQVE / PATET / BIBLIOTHECA / MDCCL”

„Die ein den Wissenschaften freundliches Zeitalter einrichtete, ein ihnen noch freundlicheres vergrößerte und ausschmückte, steht jedem Besten offen: die bibliothek. 1750“

Im Jahre 1882 wurde das erste eigenständige Bibliotheksgebäude in Betrieb genommen. Der von Martin Gropius und Heino Schmieden entworfene Bau in der Rubenowstraße erinnert mit seiner antiken Ästhetik an die italienische Renaissance. Das Besondere an dem Neubau ist die Abkehr von der bis dahin üblichen Saalbibliothek mit umlaufenden Wandregalen, hin zur Magazinbibliothek. Die alte Bibliothek ist nach dem 1870 eröffneten Bibliotheksflügel im Hauptgebäude der Universität Rostock der erste eigenständige Bau einer im Magazinsystem erbauten Bibliothek in Deutschland. Die Bücherregale sind selbsttragende gusseiserne Konstruktionen. Der ursprüngliche Bau umfasste 3 mal 7 Fensterachsen.
Um die wachsenden Bestände aufnehmen zu können, wurde bereits in den Jahren 1890 bis 1892 das Gebäude durch den Regierungsbaumeister Albert Brinckmann um 4 Fensterachsen in der Länge erweitert. Heute beherbergt die Alte Universitätsbibliothek die Spezialsammlungen „Altes Buch & Handschriften“ und „Pomeranica“; das Gebäude steht unter Denkmalschutz.

## Bibliothekare und Leiter
Zu den bekannten Bibliothekaren gehörte Christian Saalbach. Jakob Wallenius legte als Unterbibliothekar bis 1796 die Real-, Nominal- und Repositorienkataloge an. Otto Gilbert war von 1886 bis 1899 Direktor der Bibliothek, Johannes Luther von 1921 bis 1927, Joseph Deutsch von 1927 bis 1932. Von 1946 bis 1955 leitete Wilhelm Braun die Bibliothek. Von 1963 bis 1972 war der Schriftsteller und Bibliothekar Arwed Bouvier Direktor der Universitätsbibliothek.